# Jubilejní medaile krále Olafa V. 1957–1982
Jubilejní medaile krále Olafa V. 1957–1982 (norsky Kong Olav Vs jubileumsmedalje 1957–1982) je norská pamětní medaile založená roku 1982 na památku dvacátého pátého výročí nástupu krále Olafa V. na trůn.

## Historie a pravidla udílení
Medaile byla založena roku 1982 na památku dvacátého pátého výročí nástupu krále Olafa V. na trůn. V hierarchii norských řádů se řadí na 36. místo.
Medaile byla udělena ve 428 případech. Mezi příjemci byli členové norské královské rodiny, členové královského dvora, státní zaměstnanci, členové Stortingetu a vlády z roku 1957 a ministři v úřadu v roce 1982, velvyslanci jiných zemí v Norsku a další.

## Popis medaile
Medaile kulatého tvaru o průměru 33 mm je vyrobena za stříbra. Na přední straně je portrét krále Olafa V. Král je zde vyobrazen bez koruny. Kolem ústředního motivu je nápis OLAV • V• NORGES • KONGE. Na zadní straně je korunovaný královský monogram. Ke stuze je připojena pomocí přechodového prvku ve tvaru královské koruny. Autorem návrhu medaile je rytec Øivind Hansen.
Stuha je červená se stříbrnou sponou s nápisem 1957–1982.